# Coryne corrugata
Coryne corrugata är en nässeldjursart som beskrevs av John Fraser 1925. Coryne corrugata ingår i släktet Coryne och familjen Corynidae. Inga underarter finns listade i Catalogue of Life.